# 石川県道251号志賀鹿西線

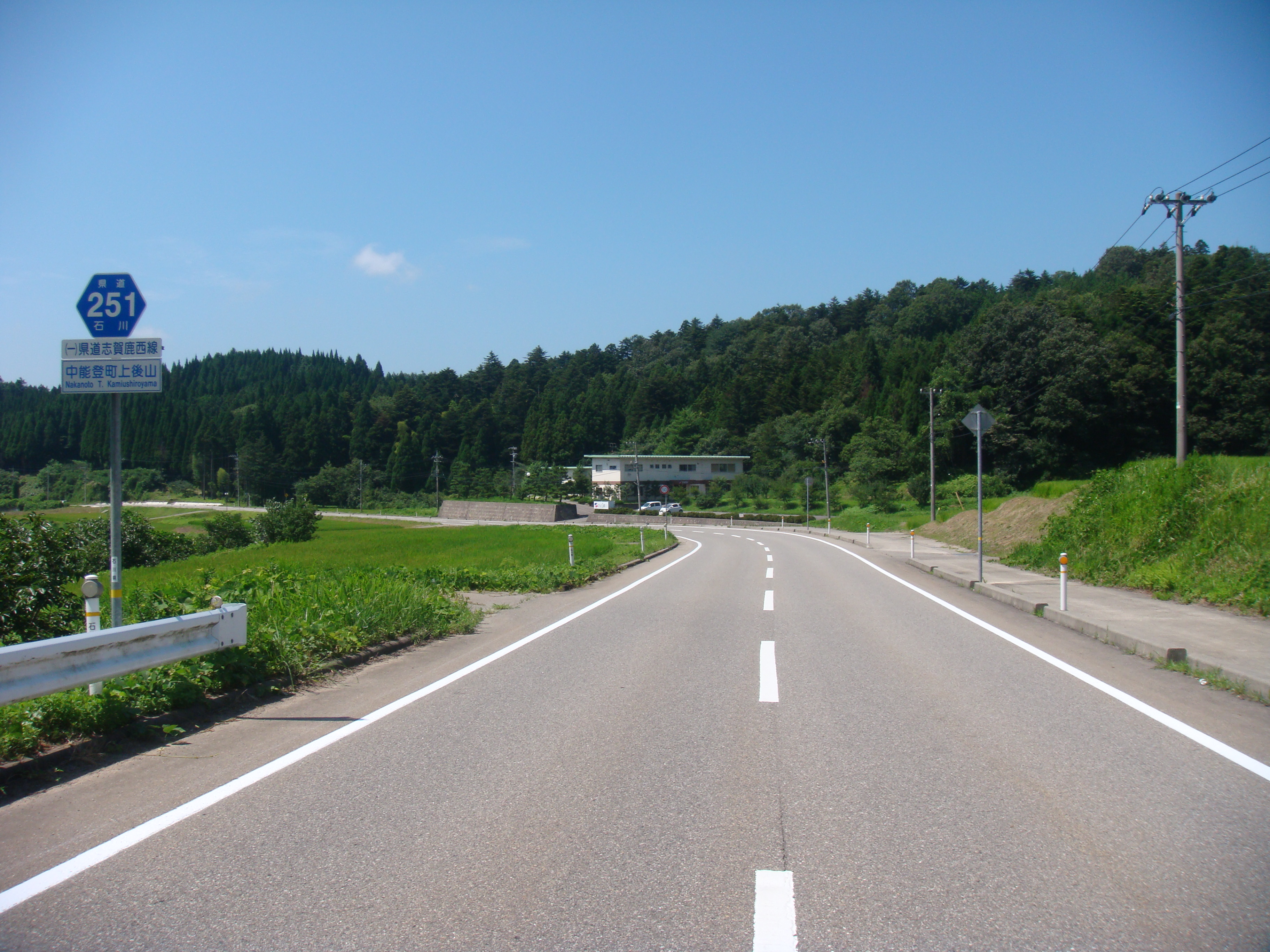
中能登町上後山
（2011年（平成23年）撮影）

石川県道251号志賀鹿西線（いしかわけんどう251ごう しかろくせいせん）とは、石川県羽咋郡志賀町と鹿島郡中能登町とを結ぶ一般県道（石川県道）である。

## 概要
羽咋郡志賀町の上棚から南進し、眉丈山系をトンネルで越えて鹿島郡中能都町の能登部上に至る。
路線名に含まれている「鹿西」とは、2005年（平成17年）まで存在した鹿西町のことである。
国道159号鹿島バイパスの久江西交差点（石川県道242号久江鹿西線交点）には、当県道の方向に「のと里山海道」の案内標識も併設され、石川県道242号久江鹿西線を経て、当県道が高速道路網や地域高規格道路網から外れた能登部地区や邑知地溝帯を挟んで対となっている鹿島地区（旧鹿島郡鹿島町）からのと里山海道・上棚矢駄インターチェンジへと接続するアクセス道路としても活用されている。
- 起点：石川県羽咋郡志賀町上棚わ25番7地先（＝石川県道46号志賀田鶴浜線交点）
- 終点：石川県鹿島郡中能登町能登部上テ5番1地先（＝能登部交差点、石川県道2号七尾羽咋線交点、石川県道242号久江鹿西線、石川県道250号能登部停車場線終点）

## 歴史
- 1918年（大正7年）：後山地区と能登部地区とを結ぶ「後山新道」が開通する。
- 1923年（大正12年）：石川県道として路線認定[1]。のちに「高浜能登部線」（百四十三號）と呼称される。
- 1958年（昭和33年）4月：陸上自衛隊豊川駐屯地の隊員が来町し、演習を兼ねて徳丸峠の拡幅工事を行う。
- 1965年（昭和35年）10月15日：道路法（昭和27年法律第180号）第10条第1項の規定に基づき「高浜能登部線」（整理番号143）を廃止[2]。同日、「能登部高浜線」（整理番号16）として路線認定[3]。
- 1982年（昭和57年）10月5日：能登部高浜線（整理番号16）を廃止し[4]、現在の路線を認定[5]。
- 2003年（平成15年）：眉丈山トンネル開通。
- 2011年（平成23年）8月6日：羽咋郡志賀町上棚 - 鹿島郡中能登町上後山の区間を編入[6]。
- 2012年（平成24年）1月24日：羽咋郡志賀町二所宮 - 鹿島郡中能登町上後山の区間を道路区域から除外[7]。起点が現在の位置に変更となる。

## 接続道路
- 石川県道46号志賀田鶴浜線（志賀町上棚：起点）
- 石川県道2号七尾羽咋線（鹿島郡中能登町能登部上・能登部交差点：終点）
- 石川県道242号久江鹿西線（石川県道250号能登部停車場線重複）（中能登町能登部上・能登部交差点：終点）

## 通過する自治体
- 石川県
  - 羽咋郡志賀町 - 鹿島郡中能登町

## バス路線
- 北鉄能登バス（後山線：上棚 - 徳丸 - 終点交点）
- 志賀町コミュニティバス「なないろバス」（下甘田線：上棚 - 東谷内）
- 中能登町コミュニティバス「まほろば号」（上後山の町道との交点 - 鹿西郵便局 - 鹿西郵便局前交差点）

## 峠
徳丸峠邑知地溝帯北側の眉丈山系中部にある峠。標高は約100m。特に能登部側が急カーブが連続する急勾配の坂道となっており、古くから交通の難所であった。1918年（大正7年）に「後山新道」として幅員が2間の道路が設けられたものの、後山地区を中心とした住民がバス運行を可能とする道路を求める声を高めたことから、1958年（昭和33年）4月に来町した陸上自衛隊の部隊によって拡幅工事が行われた。工事の際に当峠から削り取った土砂は、鹿西町立鹿西中学校（現在の中能登町立鹿西中学校）の運動場整備に充てられた。その量は大型ダンプカー250台分であったものの、開削された土砂の中には大小の石が混在していたために、運動場としての用途を成さず再整備までに至ったという逸話がある。トンネル開通前までは通年通行可能であったものの、トンネル開通後は後山側からのみアクセスが可能となっており、能登部側は閉鎖されている。なお、路線バスは1961年（昭和36年）4月21日に開通し、後述の眉丈山トンネルが開通するまでは当峠を経由し、頂上部には峠名である「徳丸峠」バス停が設置されていた。

## トンネル

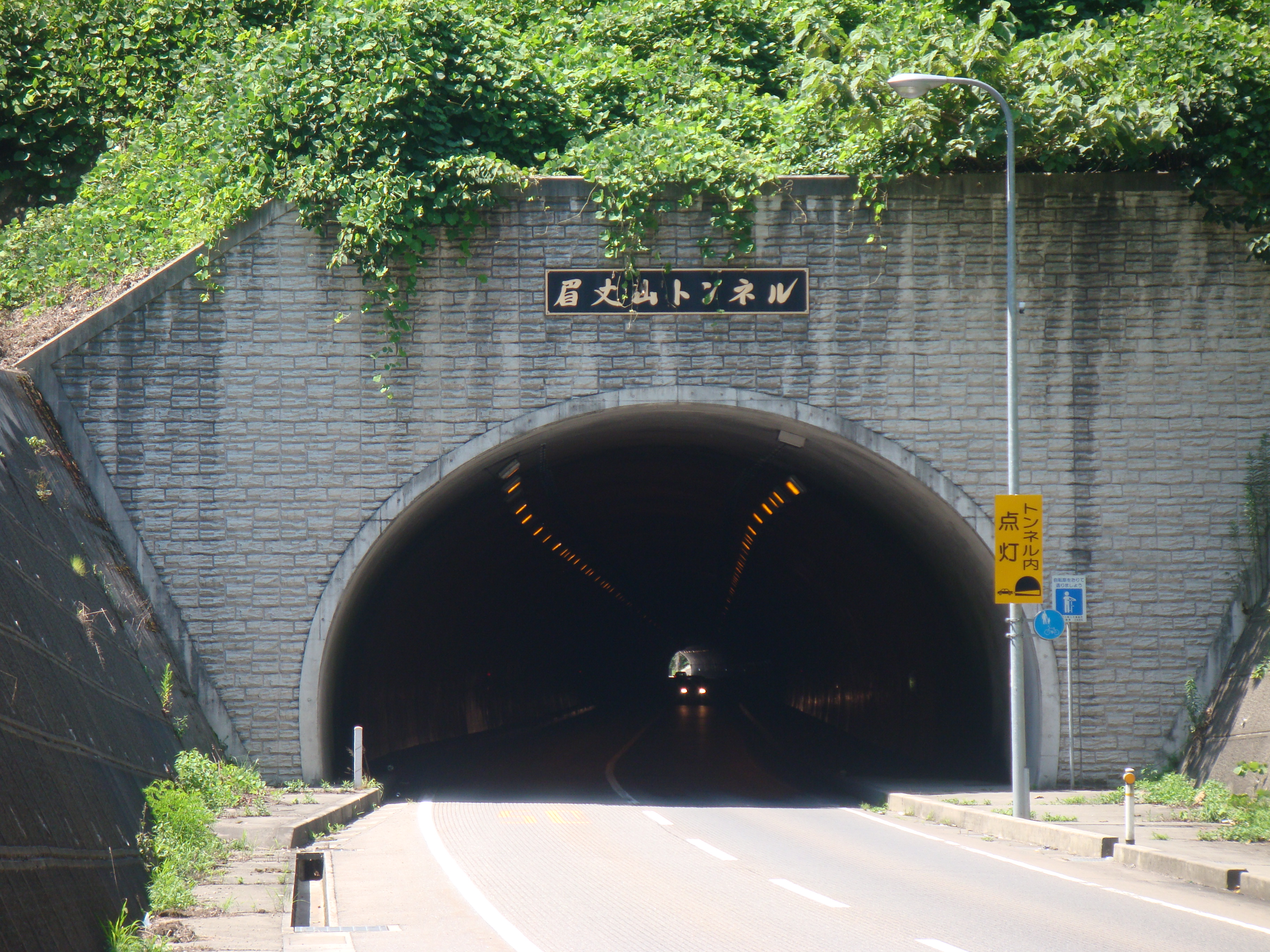
眉丈山トンネル
（能登部側、2011年（平成23年）撮影）

眉丈山トンネル（895.6m）2003年（平成15年）に竣工した、中能登町後山地区と同町能登部地区とを結ぶ、眉丈山系を貫くトンネル。総幅員10.25mで、有効高は4.7m。自転車は歩道を通ることができるものの、縦断勾配が4.0％となっている上、後山口が最頂部であり、能登部方面へは下り坂となっているため、後山口には自転車は押して通るよう促す看板が設置されている。

## 周辺
- 於古川
- のと里山海道 上棚矢駄インターチェンジ
- 眉丈山
- 雨の宮古墳群
- 鹿西郵便局
- 石川県立鹿西高等学校
- 励志館